# Soul of Darkness
Soul of Darkness (lit Alma de la Oscuridad) es un videojuego con vista lateral para teléfonos móviles lanzado en 2008 por la empresa Gameloft. La historia sigue a Kale, un valiente guerrero que se ve en la obligación de enfrentarse a innumerables monstruos y obstáculos con tal de rescatar a su amada Lydia de las manos de Lord Ritter, un vampiro de sangre pura que parece estar relacionado con el misterioso pasado de la doncella.

## Desarrollo

### Jugabilidad
La serie cuenta con 11 niveles repartida en tres escenarios diferentes: el aposento de Kale y Lyida, un bosque encantado llamado el bosque de la angustia y el castillo de Lord Ritter. El único protagonista operable es Kale quien a lo largo del camino dependiendo de las acciones del jugador aumenta su energía y poderes hasta tal punto que obtiene dos armas: una espada de fuego y una lanza de hielo.

## Argumento
"En este mundo gótico sólo tu espada y poderes pueden vencer a la oscuridad"
Todo comienza cuando la doncella Lydia comienza a manifestar una especie de raros dolores de cabeza que alertan a Kale y este intenta ayudarla. Acto seguido de la nada aparece Lord Ritter un vampiro vanaglorioso que al parecer conoce a Lydia y amenaza con llevarse a la misma por la fuerza. Kale intenta ayudarla pero es expulsado de la habitación por el vampiro. Inmediatamente el castillo se llena de espantosas criaturas, obligando a Kale a enfrentarlas con el fin de llegar hasta Lydia. Durante su viaje Kale tiene un enfrentamiento con un hombre lobo que acusa a Lydia de ser una asesina, así como también revelarle su paradero en un terreno llamado “el bosque de la angustia.” Kale teniendo en consideración semejante información acaba con el licántropo y obtiene una lanza de hielo.
Apenas llega al bosque, Kale se encuentra con una serie de diferentes criaturas y trampas de las que logra salvarse gracias a sus nuevos poderes basados en elementos y transformación. En el bosque Kale tiene una conversación con Lydia quien de alguna manera escapo de Ritter para advertirle sobre continuar su viaje. No obstante Kale desiste ante los ruegos de su amada y continua, hasta toparse nuevamente con Ritter quien le hace la oferta de unirse a los vampiros al encontrar sus poderes muy interesantes. Kale se rehúsa y libera una batalla contra Ritter a quien logra derrotar gracias a sus incrementados poderes. Ritter impresionado invita a Kale hasta su castillo donde alega que él y Lydia lo esperarán. En el castillo de Ritter Lydia descubre por boca del mismo vampiro que ella es una vampiresa y tras una conversación Ritter le muestra a Lydia “su verdadero yo” transformándola en una vampiresa.
Más tarde en una cueva subterránea, Ritter le revela a Lydia que Kale es un “vampiro de almas” con unos poderes capaces de darles una inmortalidad ilimitada contra cualquier debilidad vampírica. Así como también su gran incomodad por la resistencia del joven. Ritter le ordena a Lydia capturar a Kale. Mientras le encomienda a otra vampiresa la misión de capturar a Kale por su propia cuenta. Kale llega con éxito hasta la cueva donde casi muere asesinado por la vampiresa de no ser por Lydia quien lo salva y posteriormente expulsa de la cueva en afán de protegerlo, invocando a un dragón subterráneo que se lleva a Kale. A pesar de las habilidades de la criatura Kale consigue acabar con el dragón y llegar al castillo de Ritter. En el castillo Kale y Ritter tienen su último combate en el que el vampiro perece y el joven queda infectado con la maldición de Ritter. Inexplicablemente Ritter aparece sin ningún daño pero es apuñalado a tiempo por Kale. Ritter comienza a transformase hasta que se revela que es en realidad Lydia quien tomó la forma de Ritter para poder morir y así acabar con la inmortalidad de su hermano gemelo. Ese mismo día, durante el atardecer Kale se lamenta de la muerte de Lydia. En ese mismo instante aparece Lydia en su forma humana agradeciéndole por los buenos momentos que pasó con él y se despide de él.

## Personajes
Kale: El protagonista de la historia, reconocido cazador de vampiros y amante de Lydia. Es un "vampiro de almas" con la capacidad de absorber la energía y usarla a su antojo, una posible explicación por la cual tiene poderes relacionados con la magia. 
Lydia: La hermosa amante de Kale y hermana gemela de Ritter. Lydia y Ritter tienen un vínculo tan fuerte que ambos son inmortales mientras los dos estén vivos. Estuvo exilada durante mucho tiempo en oscuridad hasta que encontró una flor mágica que selló sus recuerdos y apariencia como vampiresa. Fue durante ese estado en que conoció a Kale y se enamoró de él. Muere al final de la historia a manos del mismo Kale al tomar la apariencia de su hermano Ritter. 
Ritter: El antagonista de la historia, un malvado y orgulloso vampiro, que resulta ser el hermano gemelo de Lydia. Su principal meta en la vida es el honor de ser un vampiro, aun si eso significa tener que asesinar a cualquiera que sea una amenaza para sus fines.